# Andrew Lintott
Andrew Lintott (né en 1936) est un professeur et historien de la Rome antique.

## Biographie
Il est membre du Worcester College (Oxford) où il a enseigné l'histoire antique pendant des années avant de prendre sa retraite.
Il est l'auteur de divers travaux sur l'histoire et le gouvernement de la République romaine :
- Violence in Republican Rome  (ISBN 0198152825)
- Violence and Civil Strife in the Classical City
- Imperium Romanum  (ISBN 0415093759)
- Judicial Reform and Land Reform in the Roman Republic
- The Constitution of the Roman Republic  (ISBN 0199261083)
- The Roman Republic  (ISBN 0750922230)
- Éditeur adjoint de deux volumes du nouveau Cambridge Ancient History :
  - Volume IX  (ISBN 0521256038)
  - Volume X  (ISBN 0521264308)